# Jerker Eriksson
Jerker Eriksson, född 1974 är en svensk författare. 
Eriksson har tillsammans med Håkan Sundquist skrivit trilogin Victoria Bergmans svaghet, som består av böckerna Kråkflickan (2010), Hungerelden (2011) och den avslutande delen Pythians anvisningar, som kom ut våren 2012. Böckerna har översatts till danska, norska och italienska. Under 2012 utkommer de även på holländska och franska.